# Reinhard-Mohn-Preis

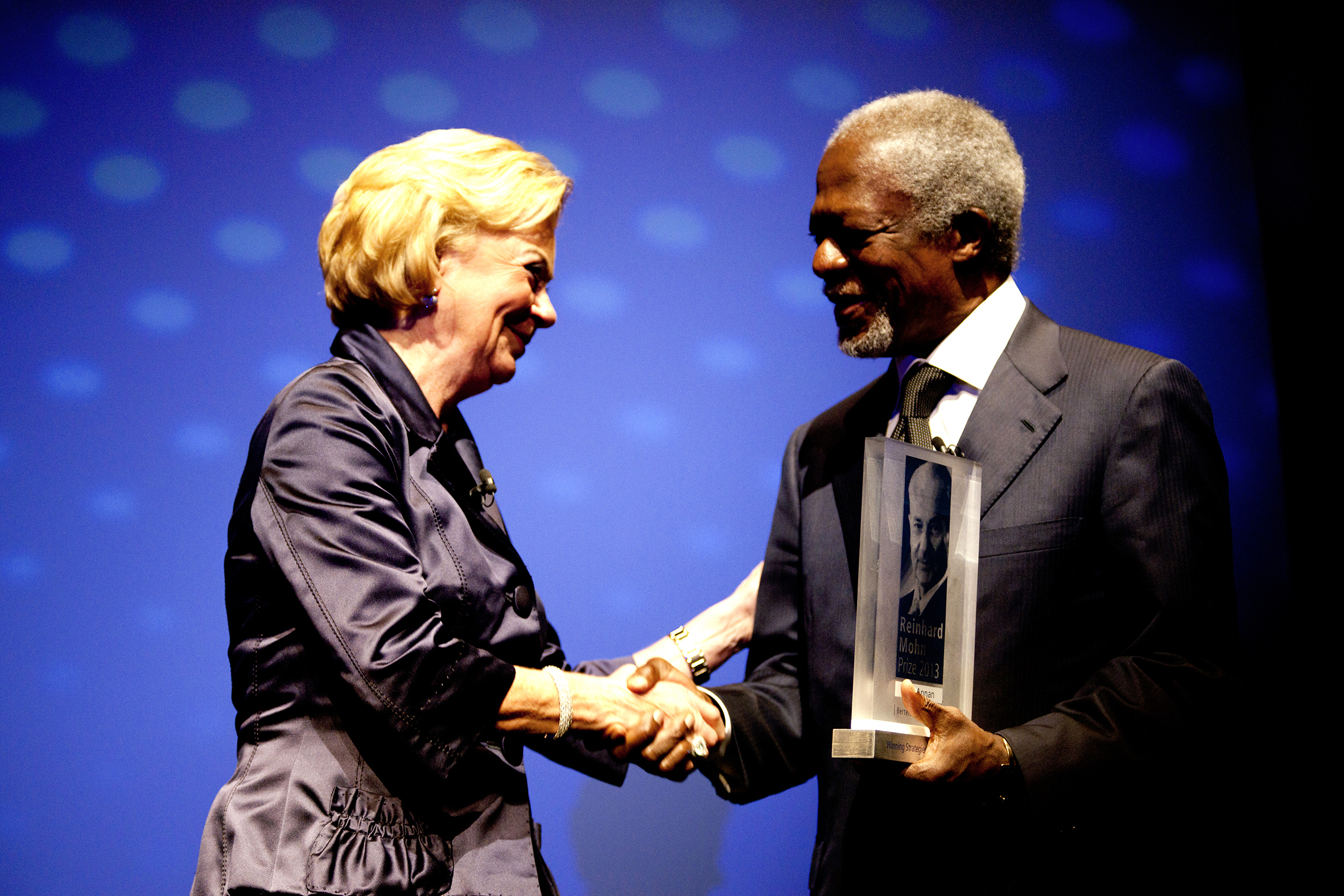
Liz Mohn bei der Verleihung des Reinhard-Mohn-Preises 2013 an Kofi Annan

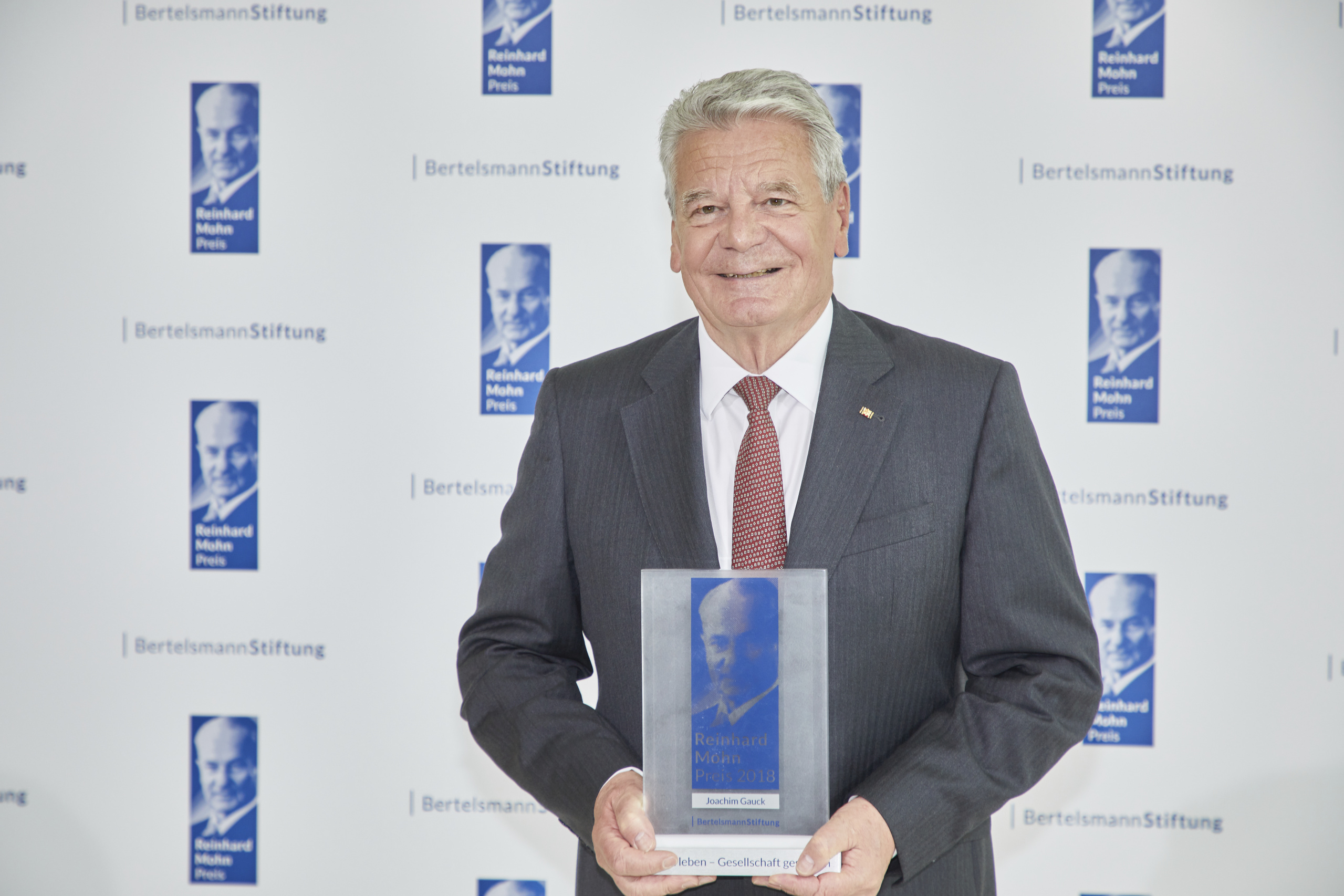
Verleihung des Reinhard-Mohn-Preises 2018 an Joachim Gauck

Der Reinhard-Mohn-Preis (Eigenschreibweise ohne Bindestriche) wird seit 2011 von der Bertelsmann Stiftung vergeben. Er erinnert an den 2009 verstorbenen Unternehmer und Stifter Reinhard Mohn. Der Preis zeichnet international renommierte Persönlichkeiten aus, die sich um wegweisende Lösungen zu gesellschaftlichen und politischen Herausforderungen verdient gemacht haben.

## Geschichte
Nach dem Tod von Reinhard Mohn im Jahr 2009 entwickelte die Bertelsmann Stiftung aus dem Carl Bertelsmann-Preis eine Auszeichnung zu den Ehren ihres Stifters. Der Preis war mit 150.000 Euro (2025: 200.000) dotiert. Bundeskanzlerin Angela Merkel hielt die Rede anlässlich des Festakts zur Verleihung des ersten Reinhard-Mohn-Preises im Jahr 2011. Sie würdigte Reinhard Mohn als „herausragende Unternehmerpersönlichkeit der deutschen Nachkriegsgeschichte“.
Im Mittelpunkt des Reinhard-Mohn-Preises standen bürgerschaftliches Engagement und direkte Demokratie. Andere wiederkehrende Themen waren beispielsweise Vielfalt und Migration.
Aufgrund der Coronavirus-Pandemie wurde die Verleihung des Reinhard-Mohn-Preises 2020 auf das Jahr 2021 verschoben. 2025 wurde die Auszeichnung wieder im Theater Gütersloh verliehen. Die Laudationen hielten Bundespräsident Frank-Walter Steinmeier und Liz Mohn.

## Organisation
Der Reinhard Mohn Preis hat wechselnde thematische Schwerpunkte. Die Vergabe basiert auf einer weltweiten Recherche nach innovativen Konzepten und exemplarischen Lösungsansätzen für Herausforderungen, die für die Zukunftsfähigkeit Deutschlands von entscheidender Bedeutung sind.
Der Vorstand der Bertelsmann Stiftung beruft eine Kommission von Wissenschaftlern und anderen Experten zur Auswahl der Preisträger. Die Ergebnisse der Untersuchungen zu den Themen des Preises werden in Form von Analysen und Studien veröffentlicht. Außerdem organisiert die Bertelsmann Stiftung regelmäßig Veranstaltungen, um die gesellschaftspolitischen Fragestellungen öffentlich zu diskutieren und auszuarbeiten.
Die Verleihung des Reinhard-Mohn-Preises findet traditionell am Sitz der Bertelsmann Stiftung in Gütersloh statt.

## Preisträger
| Jahr | Thema                                                 | Preisträger              |
| ---- | ----------------------------------------------------- | ------------------------ |
| 2011 | Demokratie vitalisieren – politische Teilhabe stärken | Recife                   |
| 2013 | Politik nachhaltig gestalten                          | Kofi Annan               |
| 2015 | Migration gerecht gestalten                           | Rita Süssmuth            |
| 2016 | Verantwortungsvolles Unternehmertum                   | Klaus Schwab             |
| 2017 | Smart Country – Vernetzt. Intelligent. Digital.       | Toomas Hendrik Ilves     |
| 2018 | Vielfalt leben – Gesellschaft gestalten               | Joachim Gauck            |
| 2020 | Innovationskraft stärken – Potenziale erschließen     | Nechemia Peres           |
| 2025 | Demokratie stärken!                                   | Maia Sandu, Michael Otto |